# Karangsatu
Karangsatu is een bestuurslaag in het regentschap Bekasi van de provincie West-Java, Indonesië. Karangsatu telt 8215 inwoners (volkstelling 2010).